# Cleisostoma parishii
Cleisostoma parishii är en orkidéart som först beskrevs av Joseph Dalton Hooker, och fick sitt nu gällande namn av Leslie Andrew Garay. Cleisostoma parishii ingår i släktet Cleisostoma, och familjen orkidéer. Inga underarter finns listade i Catalogue of Life.